# Oldsmobile Modell S
Das Oldsmobile Modell S war ein PKW, der im Modelljahr 1906 von Oldsmobile gefertigt wurde. Er war das größte Fahrzeug in der Modellpalette und wurde von Oldsmobile als „das beste Ding auf Rädern“ angepriesen.
Der Wagen war mit dem neuen Vierzylindermotor ausgestattet, der aus 4417 cm³ Hubraum eine Leistung von 26 bis 28 bhp (19–21 kW) zog. Die Motorkraft wurde über ein Dreiganggetriebe mit Schalthebel rechts außen und eine Antriebskette an die Hinterräder weitergeleitet. Das Bremspedal wirkte auf die Trommelbremsen an den Hinterrädern. Daneben gab es noch eine Getriebebremse. Die Kupplung konnte mit einem Pedal oder mit dem Handbremshebel getrennt werden.
Neben einem 2-sitzigen „Gentleman’s Roadster“ gab es noch ein gleichartiges Modell mit Schwiegermuttersitz und einen 4-5-sitzigen „Palace Touring“. Der Radstand betrug einheitlich 2.692 mm, wobei die Räder der Roadster größer waren. Alle drei Versionen kosteten je US$ 2.250.
Mit ca. 1.400 Exemplaren war der große Wagen das mit Abstand erfolgreichste Modell in diesem Jahr. 1907 wurde es durch die Modelle A und H ersetzt.